# Steubenstraße 32 (Weimar)

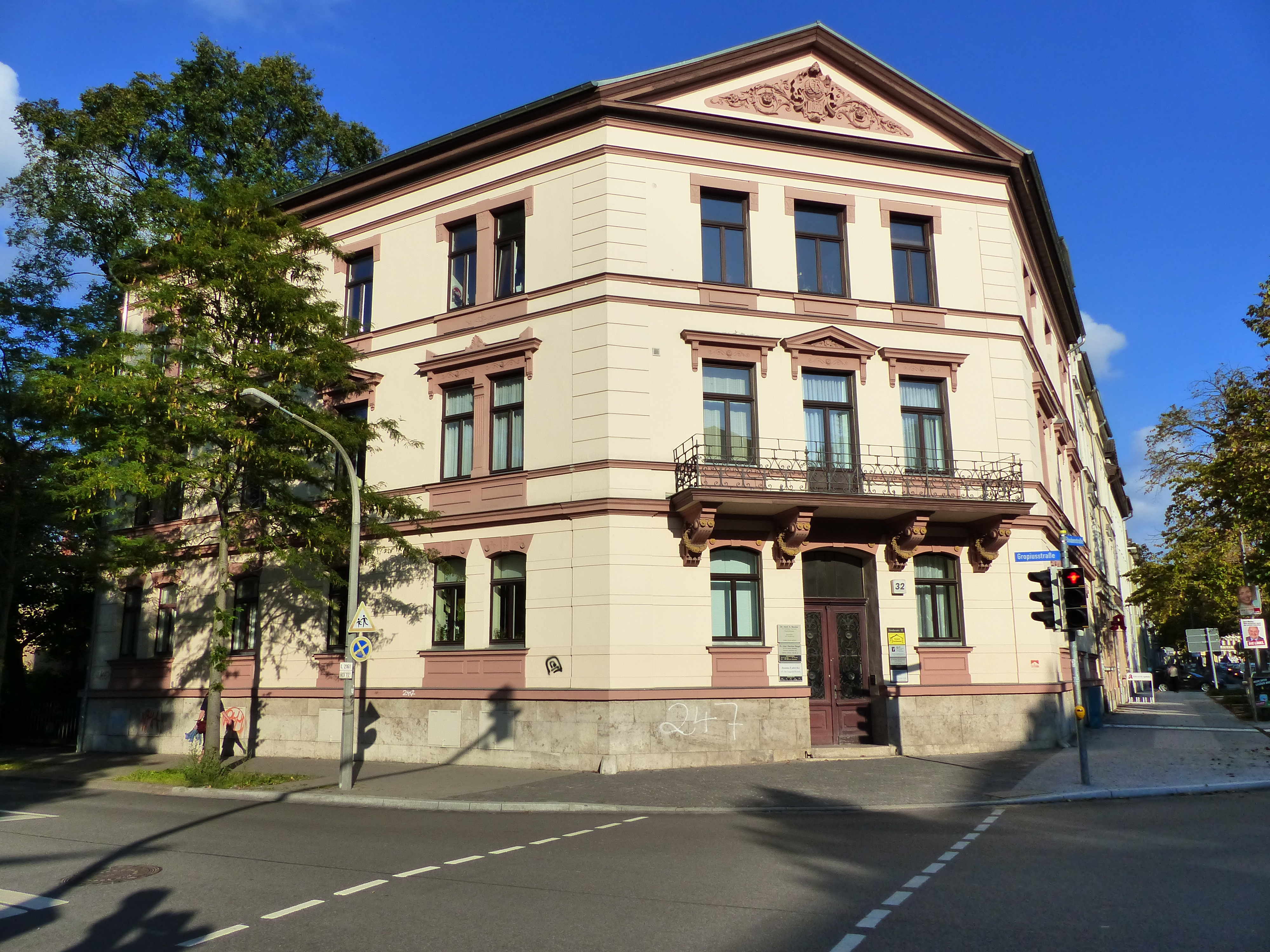
Steubenstraße 32

Das Eckhaus Steubenstraße 32 in Weimar ist ein mehrgeschossiges Wohnhaus des Historismus. Es ist ein Eckbau in der Steubenstraße zur Gropiusstraße hin.
Das 1873 errichtete Gebäude steht an der Stelle, an der sich die 1806 errichtete Schlossbrauerei befand, die 1866 vollständig abgebrannt war. Mit den Initialen „CR“ wird Carl Rückoldt als Bauherr genannt. Darunter steht die Jahreszahl  1873. Hier wohnte 1920 bis 1925 der Architekt und Bauhaus-Meister Walter Gropius, woran auch eine Tafel erinnert. Gropius wohnte im zweiten Stockwerk.
Zur Steubenstraße hin besitzt das Eckhaus einen Balkon und einen Dreiecksgiebel mit dreieckigem Ornamentfeld mit den erwähnten Initialen. Die Gestaltung der Fassaden ist der klassizistischen Formensprache entlehnt. Der Sockelbereich ist unverputzter rötlicher Sandstein. Die darüberliegende Fassade ist verputzt.
Das Wohnhaus Steubenstraße 32 steht auf der Liste der Kulturdenkmale in Weimar (Einzeldenkmale).